# 보르딘스키
보르딘스키는 러시아에서 시작된 갈색의 호밀 빵이다. 시럽이 들어가기 때문에 단맛이 나며, 고수와 캐러웨이 씨 또한 맛을 내기 위해 들어간다.

## 재료
보르딘스키는 자그마치 80%가 넘는 호밀 가루와 약 15%의 밀가루, 그리고 5%의 당밀로 만들어진다.